# Serjania chacoensis
Serjania chacoensis är en kinesträdsväxtart som beskrevs av Ferrucci & Acev.-rodr.. Serjania chacoensis ingår i släktet Serjania och familjen kinesträdsväxter. Inga underarter finns listade i Catalogue of Life.